# Transience
Transcience è la terza raccolta del cantautore britannico Steven Wilson, pubblicata il 25 settembre 2015 dalla Kscope.

## Descrizione
Annunciato da Wilson il 16 luglio 2015, Transcience è stato presentato dallo stesso artista come «una personale [...] introduzione al lato più accessibile della mia carriera da solista» e contiene 12 brani originariamente pubblicati tra il 2003 e il 2015 (di cui tre in versione ridotta) più una rivisitazione del brano Lazarus, originariamente pubblicato dai Porcupine Tree nel 2004 in Deadwing.
Il 16 settembre 2016 la raccolta è stata ripubblicata anche nei formati CD e download digitale con l'aggiunta del singolo Happiness III, originariamente tratto dall'EP 4 ½.

## Tracce
Testi e musiche di Steven Wilson, eccetto dove indicato.

### LP
Lato A
1. Transience (Single Version) – 3:10
2. Harmony Korine – 5:07
3. Postcard – 4:27
4. Significant Other – 4:31
5. Insurgentes – 3:54

Lato B
1. The Pin Drop – 5:01
2. Happy Returns (Edit) – 5:11
3. Deform to Form a Star (Edit) – 5:53
4. Thank You – 4:39 (Alanis Morissette) – originariamente interpretata da Alanis Morissette

Lato C
1. Index – 4:47
2. Hand Cannot Erase – 4:13
3. Lazarus (2015 Recording) – 3:57 – originariamente interpretata dai Porcupine Tree
4. Drive Home – 7:33

### CD, download digitale
1. Transience (Single Version) – 3:10
2. Harmony Korine – 5:07
3. Postcard – 4:27
4. Significant Other – 4:31
5. Insurgentes – 3:54
6. The Pin Drop – 5:01
7. Happy Returns (Edit) – 5:11
8. Deform to Form a Star (Edit) – 5:53
9. Happiness III – 4:32
10. Thank You – 4:39 (Alanis Morissette) – originariamente interpretata da Alanis Morissette
11. Index – 4:47
12. Hand Cannot Erase – 4:13
13. Lazarus (2015 Recording) – 3:57 – originariamente interpretata dai Porcupine Tree
14. Drive Home – 7:33